# Načelo
Načêlo ali princíp je zakon ali pravilo, ki mora biti, oziroma po navadi iz katerega mora slediti, ali naj bi sledilo, oziroma je neizogibna posledica nečesa, na primer zakonov narave ali načina, po katerem je izdelana naprava ali stroj. Beseda princip izhaja iz latinske besede principium (množina principia, starogrško αρχή: arhé), in pomeni začetek, izvor, poreklo, vzrok, izvir, vir, prvi del; temelj; prvina.
Zgledi načel so:
- opisni razumljivi in osnovni zakon, doktrina ali podmena, predpostavka,
- predpisano pravilo ali koda vodenja,
- naravni zakon ali dejstvo, ki podpira delovanje umetno ustvarjene naprave.

## Načelo kot vzrok
Načelo kateregakoli pojava je vzrok, iz katerega izhaja.
Odvisno od načina razumevanja vzroka, iz katerega izhaja osnovni zakon, je pogojena razlika v njegovem izrazu. 

### Načelo vzročnosti kot učinkoviti vzrok
Učinkoviti vzrok tvori nujni pojav, če so zadovoljeni potrebni in zadostni pogoji.
Znanstveni proces v splošnem vsebuje vpeljavo vzroka z analizo njegovega učinka na objekte. Na ta način se lahko vpelje opis za razlago kaj je načelo prineslo o sppremembi učinka. Zaradi tega načelo vzroka velja za določitveni faktor v tvorjenju dejstev.
S prepričanjem, da ima »vsak pojav ima vzrok«, velja, da vse kar se začne, mora imeti vzrok. To je načelo vzročnosti. Formuliral ga je Aristotel kot: »Drugo premika vse, kar se premika.« To načelo se uporablja kot močan argument za morebitni obstoj boga stvarnika, zaradi regresivne narave načela, ki neizogibno zahteva prvi vzrok.

### Načelo kot končni vzrok
Končni vzrok je konec ali cilj, ki vodi nekoga, da izvaja potrebna dejanja za njegovo dosego.
Zaradi tega mora obstajati inteligenca, ki je sposobna razumeti konec in doumeti, da je treba izvesti določena dejanja, da se cilj doseže.
Znanost ne prepoznava končnost naravnih vzrokov kot vodilno načelo raziskovanja.
Zaradi tega je jasno, da načelo vodi dejanje kot vodilo ali pravilo obnašanja, ki tvori dve vrsti načel.

## Načela v fiziki
Načelo v fiziki predstavlja eno od osnovnih konceptov pri oblikovanju fizikalnih teorij ali tudi temelj kakšnega področja fizike. Zgledi za fizikalna načela so:
- načelo najmanjše akcije (klasična mehanika {dinamika})
  - Hamiltonovo načelo (klasična mehanika, elektromagnetizem, kvantna mehanika, kvantna teorija polja, kritične teorije, ...)
- Lagrange-d'Alembertovo načelo (klasična mehanika {dinamika})
- Fermatovo načelo (načelo najmanjšega časa; (klasična mehanika {geometrijska optika})
- Huygens-Fresnelovo načelo (klasična mehanika {nihanje, valovna optika})
- načelo ekvivalence (splošna teorija relativnosti)
- načelo nedoločenosti (kvantna mehanika)
- Paulijevo izključitveno načelo (kvantna mehanika)
- korespondenčno načelo
- Machovo in machovsko načelo (klasične in neklasične teorije gravitacije)
- načelo kavzalnosti